# Cream (nummer)
Cream is een nummer van Prince uit 1991. Het is de tweede single van zijn dertiende studioalbum Diamonds and Pearls.
Het nummer haalde de nummer 1-positie in de Amerikaanse Billboard Hot 100, en ook in veel andere landen werd de top 10 behaald. In de Nederlandse Top 40 bereikte het nummer de 4e positie, en in de Vlaamse Radio 2 Top 30 de 10e.